# Landesregierung Purtscher I
Die Landesregierung Purtscher I war die 10. Vorarlberger Landesregierung nach 1945 und kam zustande, nachdem der bisherige Landeshauptmann Herbert Keßler sein Amt am 9. Juli 1987 an seinen Nachfolger Martin Purtscher (beide ÖVP) übergeben hatte. Purtscher führte seine erste Landesregierung in weiterer Folge bis zur Landtagswahl in Vorarlberg 1989 an, danach wurde am 24. Oktober 1989 die Landesregierung Purtscher II angelobt. Die von Herbert Keßler nach der Landtagswahl 1984 vereinbarte Regierungskoalition mit der FPÖ wurde von Purtscher fortgesetzt, womit sich die Regierung wie zuvor aus sechs Mitgliedern der ÖVP und einem FPÖ-Mitglied zusammensetzte.
Die Zusammensetzung der Landesregierung änderte sich zunächst bis auf den Wechsel an der Regierungsspitze nicht. Am 11. Oktober 1988 trat jedoch Konrad Blank von der ÖVP aus der Regierung aus und wurde von seinem Parteikollegen Anton Türtscher in dieser Funktion beerbt.

## Regierungsmitglieder
| Amt                                                     | Name                                           | Partei | Ressorts |
| ------------------------------------------------------- | ---------------------------------------------- | ------ | -------- |
| Landeshauptmann                                         | Martin Purtscher                               | ÖVP    |          |
| Landesstatthalter                                       | Siegfried Gasser                               | ÖVP    |          |
| Landesrat                                               | Alfred Mayer                                   | ÖVP    |          |
| Landesrat                                               | Guntram Lins                                   | ÖVP    |          |
| Landesrat                                               | Günter Vetter                                  | ÖVP    |          |
| Landesrat                                               | Hans Dieter Grabher                            | FPÖ    |          |
| Landesrat                                               | Anton Türtscher ab 11. Oktober 1988            | ÖVP    |          |
| Vorzeitig ausgeschiedene Mitglieder der Landesregierung |                                                |        |          |
| Landesrat                                               | Konrad Blank ausgeschieden am 11. Oktober 1988 | ÖVP    |          |